# 6146 Adamkrafft
6146 Adamkrafft eller 3262 T-2 är en asteroid i huvudbältet som upptäcktes den 30 september 1973 av den nederländsk-amerikanske astronomen Tom Gehrels och det nederländska astronomparet Ingrid van Houten-Groeneveld och Cornelis Johannes van Houten vid Palomarobservatoriet. Den är uppkallad efter den tyske skulptören Adam Kraft.
Asteroiden har en diameter på ungefär 5 kilometer.